# ATP Oporto
Il Torneo di Porto è stato un torneo di tennis facente parte dell'ATP Tour. Si è giocato nel 1995 e nel 1996 a Porto in Portogallo su campi in terra rossa.

## Albo d'oro

### Singolare
| Anno | Vincitore           | Finalista    | Punteggio     |
| ---- | ------------------- | ------------ | ------------- |
| 1995 | Alberto Berasategui | Carlos Costa | 3-6, 6-3, 6-4 |
| 1996 | Félix Mantilla      | Hernán Gumy  | 6-7, 6-4, 6-3 |

### Doppio
| Anno | Vincitori                        | Finalisti                     | Punteggio     |
| ---- | -------------------------------- | ----------------------------- | ------------- |
| 1995 | Tomás Carbonell / Francisco Roig | Jordi Arrese / Àlex Corretja  | 6-3, 7-6      |
| 1996 | Emanuel Couto / Bernardo Mota    | Joshua Eagle / Andrew Florent | 4-6, 6-4, 6-4 |